# Sierra de Najasa
La Sierra de Najasa es un pequeño grupo de elevaciones al sur del municipio de Najasa, en la Provincia de Camagüey. Su mayor altura es la Sierra del Chorrillo, con 324.2 m.
Se localiza a unos 10 km al sur de la capital municipal de Najasa. 

## Historia
La Sierra de Najasa fue refugio de los aborígenes cubanos, los mambises y los rebeldes integrantes del "Frente Camagüey" del Movimiento 26 de Julio, en 1958. 